# 林勁放
林勁放（1984年—），香港激進建制派政治人物，香港政研會成員及民眾聯席召集人。沙文主義及反人文主義支持者。

## 政治生涯

### 香港政研會工作
林於香港政研會曾經擔任青年主席。

### 2019年香港區議會選舉
林勁放在汀深選區參選（未有正式申布香港政研會作選舉聯繫），並與時任議員實政圓桌鄭捷彬角逐、其他候選人包括獲得民主派支持的牧師劉志雄及獨立候選人宏荃麟。
於選舉期間，林被指得到激進建制派立法會議員何君堯的支持。
林獲得149票（2.26%）落選。事後林勁放聲稱自己落敗的原因為『選民策略性配票給另一候選人』，又大罵3489名支持同區當選人劉志雄選民，及160萬名支持民主派的候選人為暴民。

### 成立民眾聯席（2019年起）
2019年，林勁放連同已故全國政協委員劉迺強之子劉方、民主思路成員姚潔凝、前全國政協委員張家敏合組組織民眾聯席。

## 資料來源
1. ↑   (PDF).   [2021-05-03]. （原始内容存档 (PDF)于2021-11-20）.
2. ↑  . www.facebook.com.   [2020-02-10]. （原始内容存档于2021-04-30） （中文（简体））.
3. ↑  . www.mingshengbao.com.   [2020-02-15]. （原始内容存档于2020-03-24）.
4. ↑  . www.facebook.com.   [2019-11-25]. （原始内容存档于2020-08-26） （中文（简体））.
5. ↑  . www.takungpao.com.hk.   [2020-02-10].
6. ↑  . 東方日報.   [2020-02-10]. （原始内容存档于2020-02-06） （中文（香港））.